# Aeroportul Mataiva
Aeroportul Mataiva (IATA: MVT, ICAO: NTGV) este un aeroport din Polinezia Franceză, Franța ce deservește zona Mataiva⁠(d). Aeroportul a fost tranzitat în 2021 de 10.039 de pasageri.
Situat la o altitudine de 1 m, aeroportul dispune de o singură pistă.